# Дебово
Дебо̀во е село в Северна България. То се намира в община Никопол, област Плевен и има население около 700 души.

## География
Село Дебово се намира на 34,3 км (около 30 мин.) североизточно от град Плевен и на 19,6 км (около 20 мин.) южно от град Никопол.

## История
Според данни от стари хора с. Дебово е основано през 1858 г. По това време татари от Крим, Русия били заставени от руското правителство да приемат християнството или да напуснат държавата. Много от кримските татари напуснали Русия и намерили убежище в България. Една част от тези татари, дошли от кримското село Дебул се заселили по тези земи. Основали селище Дебу, което по-късно получава името Дебово. През 1870 г. в селото се заселили българи и власи от съседните села.

## Обичаи
- На Гергьовден в село Дебово при стар свещен камък останал още от времето на татарите, всяка година се прави курбан за здраве и плодородие, като се дава в жертвоприношение местно агне. После то се раздава на всеки жител на селото на празничен обяд.
- Всяка година на Тодоровден, характерно за празника, се провежда надбягване с коне, за да може всеки да покаже уменията си в ездата.
- Селото е известно с прочутия за този район танц „Калуша“ завоювали златен медал на VI Национален събор в Копривщица през 1986 г.

## Събития
- От 2008 г. насам всяка година в с. Дебово се провежда фолклорният събор „Живи Въглени“

, на който идват все повече участници от цялата страна.

## Паметници и църкви
- През 2008 година в с. Дебово е открит и паметник на Васил Левски.
- В парка на с. Дебово е и монументът на загинали български войници във войните от 1912-13 и 1915-18 г.
- В с. Дебово се намира храмът „Св. Георги Победоносец“ построен през 1923 г.

## Учебни заведения и читалища
- В с. Дебово е имало основно Училище „Кирил и Методий“ създадено през 1885 г. и закрито през 2001 г. (съществувало е 116 г.).
- Читалище „Съгласие“ е основано през 1927 г., а през 2007 г. тържествено бе чествана неговата 80-а годишнина. В него има концертна зала с киносалон и библиотека. Към читалището има и сформирана вокална група и Танцов Състав
- В Дебово има и детска градина.

## Кухня
- Любимо ястие на дебовчани е и т. нар. „Моаре де пеще“ (от румънското moare de peşte – „рибна саламура“ моричика, прясол), която често се приготвя не само с риба, а и с пилешко месо.